# Usquain (Pyrénées-Atlantiques)
Pour les articles homonymes, voir Usquain.
Usquain est une ancienne commune française du département des Pyrénées-Atlantiques. Le 18 avril 1842, la commune fusionne avec Tabaille pour former la nouvelle commune de Tabaille-Usquain.

## Géographie
Usquain est situé à 15 km au sud de Sauveterre-de-Béarn.

## Toponymie
Le toponyme Usquain apparaît sous les formes 
Usquen (XIIe siècle, cartulaire de Sorde), 
Usquenh (1385, censier de Béarncensier de Béarn), 
Usqueinh (1399, contrats de Gots), 
Usquien (1793) et 
Usquein (1801, Bulletin des Lois).

## Histoire
Paul Raymond note qu'en 1385, Usquain comptait douze feux et dépendait du bailliage de Sauveterre.
Il y avait à Usquain une abbaye laïque, vassale de la vicomté de Béarn.
Usquain est le berceau de la famille Domecq, dynastie de négociants en vin de Jerez de la Frontera et d'éleveurs de taureaux braves.

## Démographie
| 1793 | 1800 | 1806 | 1821 | 1831 | 1836 |
| ---- | ---- | ---- | ---- | ---- | ---- |
| 80   | 78   | -    | 81   | 79   | 76   |

## Pour approfondir